# 3rd Wish
3rd Wish (dt. dritter Wunsch) ist eine US-amerikanische Boygroup, die in Deutschland ihre ersten Erfolge hatte. Die Band besteht aus Alex Acosta, Ricky Gonzales und Justin Martin.

## Diskografie

### Studioalben
| Jahr | Titel                    | Höchstplatzierung, Gesamtwochen, AuszeichnungChartsChartplatzierungen (Jahr, Titel, Platzierungen, Wochen, Auszeichnungen, Anmerkungen) | Anmerkungen                            |
| Jahr | Titel                    | DE | Anmerkungen                            |
| ---- | ------------------------ | --- | -------------------------------------- |
| 2004 | Reflections of the South | DE64 (1 Wo.)DE | Erstveröffentlichung: 1. November 2004 |
| 2006 | 3rd Wish                 | — | Erstveröffentlichung: 7. Dezember 2006 |

### Singles
| Jahr | Titel Album                       | Höchstplatzierung, Gesamtwochen, AuszeichnungChartplatzierungen (Jahr, Titel, Album, Platzierungen, Wochen, Auszeichnungen, Anmerkungen) | Höchstplatzierung, Gesamtwochen, AuszeichnungChartplatzierungen (Jahr, Titel, Album, Platzierungen, Wochen, Auszeichnungen, Anmerkungen) | Höchstplatzierung, Gesamtwochen, AuszeichnungChartplatzierungen (Jahr, Titel, Album, Platzierungen, Wochen, Auszeichnungen, Anmerkungen) | Anmerkungen                                          |
| Jahr | Titel Album                       | DE | AT | CH | Anmerkungen                                          |
| ---- | --------------------------------- | --- | --- | --- | ---------------------------------------------------- |
| 2004 | Obsesión Reflections of the South | DE5 (16 Wo.)DE | AT2 (15 Wo.)AT | CH7 (15 Wo.)CH | Erstveröffentlichung: 9. August 2004 feat. Baby Bash |
| 2004 | Niña Reflections of the South     | DE31 (9 Wo.)DE | AT64 (2 Wo.)AT | CH66 (3 Wo.)CH | Erstveröffentlichung: 5. Dezember 2004 feat. Pat Moe |
| 2005 | I Am Reflections of the South     | DE43 (4 Wo.)DE | — | — | Erstveröffentlichung: 24. April 2005 feat. Pat Moe   |